# Gavin Hickie
Pas d'image ? Cliquez ici

a Compétitions nationales et continentales officielles uniquement.

b Matchs officiels uniquement.
Dernière mise à jour le 10 janvier 2025.
Gavin Hickie est né le 24 avril 1980 à Dublin (Irlande). C'est un joueur de rugby à XV, évoluant au poste de talonneur. Il est le cousin de Denis Hickie.

## Carrière
Gavin Hickie commence sa carrière professionnelle avec la province du Leinster, où il joue entre 2001 et 2005.
Il rejoint en 2005 les London Irish en championnat d'Angleterre, mais n'y reste que très brièvement avant de rejoindre jusqu'à la fin de saison les Worcester Rugby.
Il s'engage avec les Leicester Tigers en 2006, pour un contrat de deux saisons.